# Archaeodictyna tazzeiti
Archaeodictyna tazzeiti là một loài nhện trong họ Dictynidae.
Loài này thuộc chi Archaeodictyna. Archaeodictyna tazzeiti được J. Denis miêu tả năm 1954.